# Le Quotidien de Paris
  Le Quotidien de Paris est un journal, aujourd'hui disparu, de la presse quotidienne nationale française qui a fait partie, avec Le Quotidien du Médecin et Le Quotidien du Pharmacien, du Groupe Quotidien, employant jusqu'à environ 550 personnes au début des années 1990, également disparu.
Ce titre a été fondé en 1974 par Philippe Tesson, qui souhaitait perpétuer la tradition du journal Combat, dont il était le rédacteur en chef de 1960 à 1974, avec des articles et éditoriaux rassemblant des opinions diverses et une couverture approfondie des événements culturels parisiens. La survie du Quotidien de Paris dans les années 1980 et 1990 dut beaucoup au succès d'une autre publication du groupe, Le Quotidien du médecin, alors dirigé par Marie-Claude Tesson-Millet, l'épouse de Philippe Tesson.

## Histoire
Quelques mois après la disparition de Combat, son ancien directeur de la publication, Philippe Tesson lance le 4 avril 1974 un journal qui se veut être l'héritier : Le Quotidien de Paris. Un grand nombre des journalistes de Combat s'engagent dans le projet.
En 1978, survient une suspension de la publication du titre, dont la diffusion fut toujours très restreinte et les capacités financières particulièrement limitées, avant sa reparution dans les kiosques le  27 novembre 1979, sur de meilleures bases financières. Il se veut un journal de commentaire, une provocation permanente à la réflexion, qui ne repose ni sur un pari industriel ni sur un pari financier, mais sur un pari rédactionnel. Mais sa diffusion, modeste, est plutôt « élitiste ». Après la première élection en 1981 de François Mitterrand à la présidence de la République, Le Quotidien apparaît comme un journal d'opposition et sa diffusion progresse sensiblement pour atteindre environ 70 000 exemplaires. Lors des mouvements de protestation de 1983 contre le projet de loi Savary remettant en cause l'enseignement privé sous contrat d'association avec l'État, la diffusion du journal culmine à plus de 100 000 exemplaires.
En juin 1993, dans le contexte d'une crise économique générale en Europe et de difficultés accentuées de la presse quotidienne française, une recapitalisation, grâce notamment à la Banque Vernes et au GAN, permet de prolonger, tant bien que mal, la publication du journal. Néanmoins, le 19 octobre 1994, la société d'édition du Quotidien est placée en liquidation judiciaire.
L'usage du titre Le Quotidien de Paris est racheté par Nicolas Miguet à la barre du tribunal en février 1995, en partenariat avec le groupe Entreprendre Robert Lafont, qui se désengage rapidement du projet. Miguet relance une nouvelle formule vendue quatre francs suivant la mode des quotidiens à coût réduit lancée à l'époque par InfoMatin. La publication du dernier numéro du Quotidien de Paris sous ce titre a lieu le 14 novembre 1996 ; le titre commercial demeure toutefois la propriété de Nicolas Miguet, qui l'utilise ensuite pour publier Le Quotidien de Paris. Le Mensuel, ainsi que des hors-séries.

## Ligne éditoriale
Le Quotidien de Paris adopte dès son lancement une ligne éditoriale polémiste mais diverse, rassemblant quelques journalistes de droite, mais aussi des anciens des journaux Combat et L'Aurore, dont certains sont plus à gauche. 
Peu après l'élection de François Mitterrand en 1981, le quotidien de Philippe Tesson se rapproche de l'opposition, et quelques journalistes, faisant jouer leur clause de conscience, rejoignent Le Matin de Paris ou L'Événement du jeudi. Dès lors, Le Quotidien reste un journal de droite libérale, anticommuniste et résolument polémiste. De 1980 à 1987, la direction de la rédaction est assurée par Bernard Morrot.
Le rachat du titre par Nicolas Miguet en 1996 a paru signifier un virement brusque de la ligne éditoriale vers l'extrême-droite, notamment les idées de Bruno Mégret, à l'époque numéro deux du Front national de Jean-Marie Le Pen. Aucun des journalistes du Quotidien avant le rachat du titre ne fit partie de l'équipe très réduite mise en place par Miguet.

## Collaborateurs
Au cours de son histoire, Le Quotidien de Paris a accueilli dans ses colonnes de nombreux journalistes, chroniqueurs et éditorialistes, parmi lesquels Jean-Dominique Bauby, Olivier Bellamy, Georges-Marc Benamou, Jean-Marie Benoist, Dominique Bona, André Bourin, Dominique Burg, Patrice Carmouze, Henry Chapier, Christian Charrière, Pierre Chaumeil, Claire Chazal, Laurence Cossé, Pierre Daix, Stéphane Denis, Alain Duhamel, Paul Guilbert, Armelle Héliot, Dominique Jamet, Annette Kahn, Gérard Leclerc, Denis Lensel, Patrice Lestrohan, Bernard Mabille, Philippe Manière, Laurent Mauduit, Jean Montaldo, Bernard Morrot, Jean-Paul Mulot, Catherine Pégard, Martin Peltier, Renaud Rosset, Jean-Marie Rouart, Jean-Michel Saint-Ouen, Marcel Schneider, Jean-Marc Sylvestre, Jean-Pierre Thiollet, Jean-Claude Vajou, Violaine Vanoyeke, Paul Wermus, ou encore, parmi d'autres, Éric Yung.